# Disparition de Santiago Maldonado

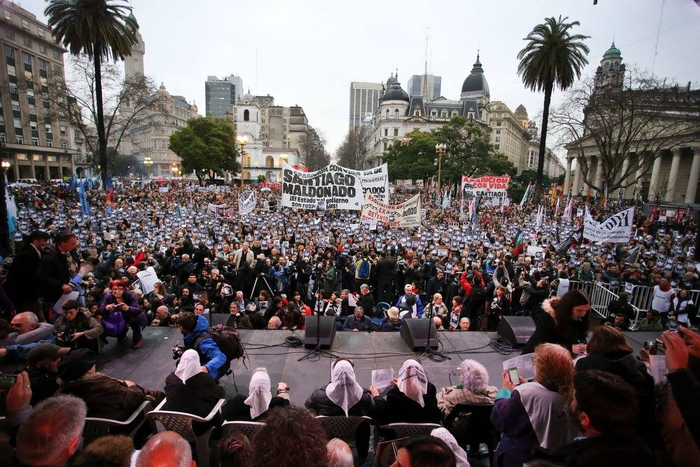
Rassemblement sur la place de Mai le 11 août 2017 pour réclamer la « réapparition en vie » de Santiago Maldonado.

On désigne par disparition de Santiago Maldonado l’affaire concernant la disparition depuis le 1er août 2017 du jeune militant argentin Santiago Andrés Maldonado et faisant l’objet d’une instruction judiciaire par la justice fédérale argentine. Le jeune homme aurait été victime d’une présumée disparition forcée exécutée dans le cadre de la répression contre une campagne de protestation que menait la communauté mapuche « Pu Lof en Résistance » de Cushamen, dans le nord-ouest de la province du Chubut, campagne qui comportait notamment des blocages de route. Ladite répression était conduite par la gendarmerie nationale, force de sécurité sous la tutelle du ministère de la Sécurité du gouvernement fédéral argentin,,,.
Le président de la Nation Mauricio Macri, le chef du cabinet ministériel Marcos Peña, la ministre de la Sécurité Patricia Bullrich et d’autres hauts fonctionnaires du gouvernement fédéral ont été mis en cause par la Ligue argentine des droits de l’homme, qui dénonce un « cas pénal typique de disparition forcée de personnes, concurremment avec entrave à l’action de la justice, violation des devoirs incombant à fonctionnaire public et abus d’autorité », selon l’énoncé textuel de l’objet de la dénonciation,.
Le 17 octobre 2017, la procureur chargée de l’affaire informa que depuis plusieurs jours l’un des gendarmes qui était intervenu dans l’opération de répression venait d’être mis en examen,.
La disparition de Santiago Maldonado donna lieu à une résolution du Comité contre les disparitions forcées des Nations unies demandant que l’État argentin adopte « une stratégie intégrale et exhaustive en vue de la recherche et de la localisation » de la victime, et porta la CIDH (Commission interaméricaine des droits de l’homme) à adopter une résolution de précaution sollicitant notamment l’Argentine de « prendre toutes mesures nécessaires à protéger son droit à la vie et à l’intégrité personnelle ».
Le 18 octobre 2017, le cadavre de la victime fut découvert près de l’endroit où, d’après la dénonciation, sa disparition se serait produite,. Santiago Maldonado, né le 25 juillet 1989 dans la localité de 25 de Mayo (province de Buenos Aires), était à ce moment porté disparu depuis 77 jours.

## Contexte

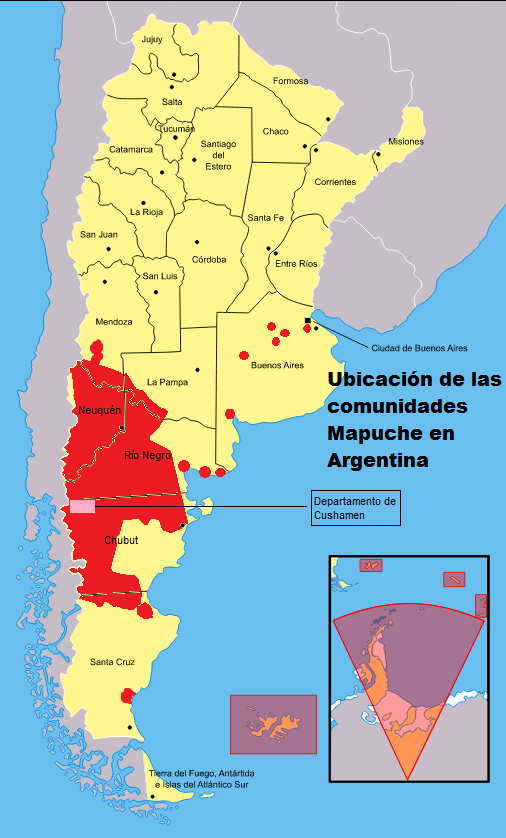
Carte de la zone où vivent des communautés mapuches en Argentine. Source : journal La Nación ; carte établie sur la base de données du ministère argentin de la Justice et des Droits de l’homme, 2017.

Depuis la conquête européenne du continent américain, les peuples autochtones (indígenos en espagnol) n’ont jamais cessé de considérer comme illégitime l’occupation de leurs terres ancestrales. Au XIXe siècle et pendant une partie du XXe siècle, l’État argentin ne reconnaissait aux peuples indigènes aucune personnalité juridique, ni aucun droit sur les terres de leurs ancêtres. Du reste, les peuples autochtones n’étaient pas recensés comme tels, abstraction faite du Recensement indigène ordonné en 1965 par le président Arturo Illia. 
Entre 1989 et 1992 se feront jour et prendront vigueur dans toute l’Amérique latine différents mouvements de revendication indigène, qui s’attacheront notamment à dénoncer le cinquième centenaire de l’invasion de l’Amérique et à mettre en contrepoint de cette célébration les « cinq cents ans de résistance indigène ».
En 1994, l’État argentin changea considérablement son attitude et reconnut pour la première fois, à l’occasion de la réforme de la constitution nationale de 1994, les droits autochtones (article 75, alinéa 17), dont en particulier le droit de « possession et propriété communautaires des terres qu’ils occupent traditionnellement », terres qui furent en outre déclarées inaliénables :

« Reconnaître la préexistence ethnique et culturelle des peuples indigènes d’Argentine. Garantir le respect de leur identité et le droit à une éducation bilingue et interculturelle ; reconnaître la personnalité juridique de leurs communautés, et la possession et propriété communautaires des terres que traditionnellement ils occupent ; et réguler la restitution d’autres [terres] aptes et suffisantes au développement humain ; aucune d’elles ne sera aliénable, transmissible ni susceptible d’impôt ou d’embargos. Assurer leur participation à la gestion de leurs ressources naturelles et aux autres intérêts que les concernent. Les provinces peuvent exercer concurremment ces attributions. »

— Article 75, alinéa 17, de la Constitution nationale argentine
Le cadre normatif des droits autochtones sera ensuite complété par : la ratification, au moyen de la loi 24.071 (de 2000), de la Convention no 169 relative aux peuples indigènes et tribaux de l’Organisation internationale du Travail (OIT) ; la prise en compte des autochtones dans le Recensement national à partir de 2004 ; la déclaration des Nations unies sur les droits des peuples autochtones de 2007 ; et par le nouveau Code civil et commercial argentin de 2015, qui vise aussi à réglementer la propriété autochtone de la terre. À partir de là, les communautés autochtones vivant en Argentine commenceront à s’organiser pour rendre effectifs leurs droits constitutionnels.
En l’espèce, le conflit portant sur les terres ancestrales autochtones se trouve en étroite connexité avec des intérêts économiques liés à la grande activité minière (plus particulièrement dans la zone s’étendant au pied de la cordillère des Andes) et à l’exploitation des gisements pétroliers. En 2006 fut adoptée la loi dite d’urgence territoriale autochtone (Ley de Emergencia Territorial Indígena) no 26.160, qui suspendait les évacuations de terres autochtones, cela afin de permettre la réalisation du relevé cadastral des terres ancestrales, étape préalable à la formalisation des titres de propriété communautaire.
Le conflit s’exacerba en 2017 par la perspective de voir la suspension des évacuations arriver à son terme au 23 novembre 2017, en dépit de ce que seul 30 % du relevé catastral n’eût été accompli (459 des 1532 communautés autochtones identifiées). Parmi les provinces n’ayant pas achevé le relevé figuraient les provinces de Neuquén, de Río Negro et de Santa Cruz.
Les organisations autochtones, les associations de défense des droits de l’homme et les partis politiques réclamèrent la prorogation de la loi, afin d’éviter que le conflit territorial ne dérive vers une situation impossible à maîtriser. Sous la pression d’une mise en demeure d’achever le relevé des territoires autochtones, le Congrès national argentin accepta en septembre 2017 de débattre d’une nouvelle prorogation de la loi 26.094, cette fois jusqu’à juin 2020.

### Le peuple mapuche

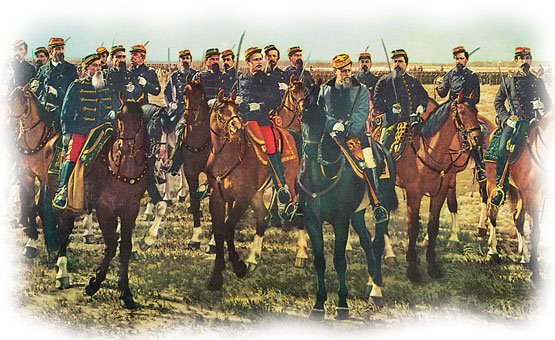
La Conquête du désert, tableau de Juan Manuel Blanes.

Historiquement, le peuple mapuche eut à faire face aux tentatives de conquête des terres qu’il habitait, entreprises d’abord par l’Empire espagnol, ensuite par l’Argentine et le Chili, après que ceux-ci eurent acquis leur indépendance au début du XIXe siècle. Ainsi ces deux États mèneront-ils chacun leur guerre respective au cours du XIXe siècle contre le peuple mapuche, faisant main basse sur les territoires jusque-là occupés par lui. Ces guerres sont connues sous le nom de Conquête du désert en Argentine, et de Pacification de l'Araucanie au Chili. 
Les communautés mapuches contemporaines revendiquent la propriété ancestrale des différents territoires qui historiquement appartenaient à leurs ancêtres, tant en Argentine que dans le Chili voisin. En Argentine, ils obtinrent leurs plus grands succès dans la province de Neuquén, où un grand nombre de territoires leur ont été attribués (« réserves »), pour la plupart sis dans la région de la Route des Sept Lacs,. Dans les provinces limitrophes de Río Negro et de Chubut, en revanche, la reconnaissance de leurs droits sur les terres a été moindre, ce qui a provoqué une série de conflits de basse intensité, portant sur l’exigence que leurs droits territoriaux constitutionnels soient reconnus par les autorités nationales et provinciales, en particulier sur des étendues occupées par des parcs nationaux et par de grandes propriétés terriennes.

### Benetton et la communauté «Pu Lof en Résistance» de Cushamen

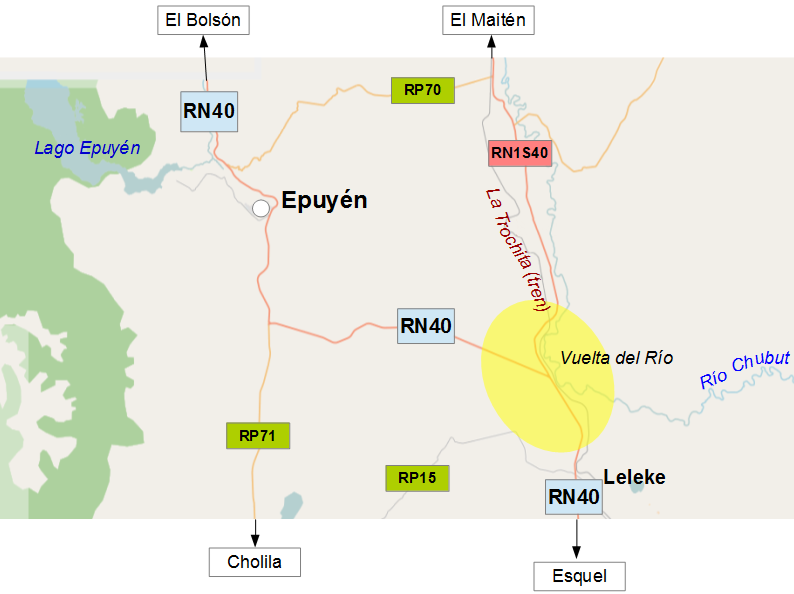
En jaune, la zone où se trouve la communauté « Pu Lof en Résistance » de Cushamen, sur le domaine agricole Leleke, propriété (disputée) du Groupe Benetton.

Dans la province de Chubut, une grande partie des revendications mapuches sont dirigées contre les propriétés rurales du groupe Benetton.
Benetton est propriétaire d’un peu plus de 900 000 hectares dans toute l’Argentine, dont un tiers situé dans la province de Chubut,, et opère dans la région sous le nom de Compañía de Tierras Sud Argentino SA (sigle CTSA), en ayant pour centre le domaine agricole Leleque (de 180 000 hectares), sis dans le département de Cushamen, dans le nord-ouest de la province. C’est là que se sont déroulés les faits ayant conduit à la disparition de Santiago Maldonado.
Le groupe Benetton s’est implanté dans la région au début de la décennie 1990. En 2006, l’entreprise reconnut partiellement les droits constitutionnels du peuple mapuche sur ses terres et offrit de remettre à la province de Chubut 7 500 hectares de la zone d’Esquel, moyennant que cette étendue de terre fût ensuite restituée aux différentes communautés au titre de territoires ancestraux. Le gouvernement provincial ordonna de procéder à des études techniques sur cette proposition, lesquelles études conclurent qu’il s’agissait en l’espèce de terres improductives, impropres à satisfaire la revendication mapuche.
Le 13 mars 2015, une communauté mapuche appartenant au Movimiento Mapuche Autónomo del Puel Mapu (MAP) établit un lof (=communauté) nommé « Pu Lof en Resistencia » dans le domaine Leleque, sur le terrain situé au lieu-dit Vuelta del Río, le long de la Route nationale 40 et sur le cours supérieur du río Chubut, entre les localités de Cholila et d’Esquel,,.
En 2016, le dirigeant autochtone Facundo Jones Huala rejoignit la communauté mapuche installée dans le Cushamen. Auparavant, en 2013, Huala avait attiré sur lui l’attention de la presse nationale lorsqu’il fut détenu au Chili pour violation de la loi sur la restriction des armes et pour entrée illégale sur le territoire chilien,. Le 27 mai 2016, Huala fut arrêté au lof de Cushamen, à la suite d’une part de la demande d’extradition du Chili, où il devait être jugé pour les faits de 2013, et d’autre part d’un mandat d’arrêt émis par la justice argentine, pour sa participation présumée à l’incendie volontaire d’un refuge près de la ville de Bariloche, mais il fut remis en liberté trois mois plus tard.

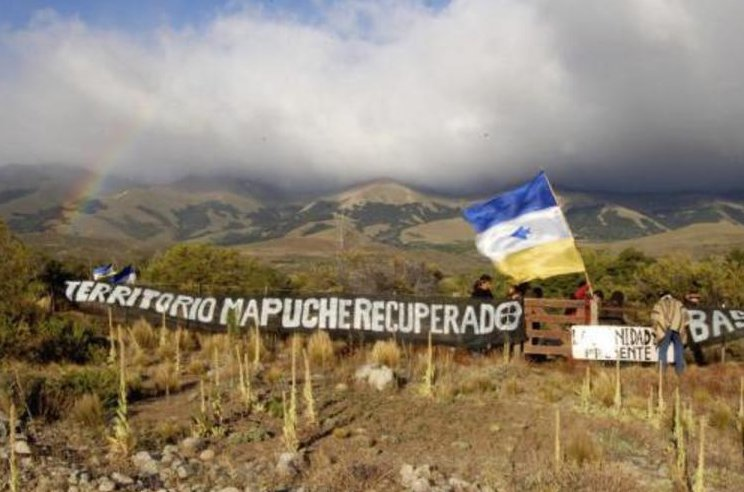
La communauté « Pu Lof en Resistencia » occupant des terres acquises par le groupe Benetton, mais revendiquées par elle au titre de terres ancestrales.

Fin juin 2016, des effectifs du Groupe spécial d’opérations policières (Grupo Especial de Operaciones Policiales, GEOP), la Garde d’infanterie de la Police provinciale, et l’Unité d’Abigeato (anti-vol de bétail) firent violemment irruption sur les terrains occupés par la communauté « Pu Lof en Resistencia », en alléguant être à la recherche de bétail dérobé appartenant à Benetton. Lors de cette opération de police, qui fit plusieurs blessés parmi les membres de la communauté et s’accompagna de sept mises en détention, les policiers mirent la main sur 242 cartouches de la variété dite « anti-émeute ».
En septembre 2016, des membres du lof bloquèrent le passage du train touristique La Trochita, et par la suite se multiplieront les coupures de route, en particulier de la vieille route nationale 40 (RN1S40). Le gouvernement fédéral riposta en dépêchant sur place une succession de détachements de la Gendarmerie nationale, qui vinrent se poster à plusieurs reprises aux alentours du campement mapuche.
En décembre 2016, la Cour d’appel fédérale de Comodoro Rivadavia rejeta une demande d’habeas corpus préventif que le groupe mapuche avait introduite dans la perspective qu’une opération répressive pût être décidée à son encontre par la Gendarmerie nationale.
Un mois plus tard, les 10 et 11 janvier 2017, la communauté de Cushamen eut à subir un violent assaut des forces de la Gendarmerie nationale et de la Police provinciale de Chubut. Les forces de sécurité firent feu en direction des autochtones présents, entre lesquels se trouvaient des femmes et des enfants, détruisirent leurs abris et emmenèrent en détention plusieurs membres de la communauté.
Cette répression déclencha un scandale de portée nationale et les membres du lof se plaignirent de ce que le gouvernement provincial les qualifiait de « terroristes » et de « danger », et que l’évacuation forcée — pourtant interdite par la loi 26.160 — avait été requise de façon informelle par le groupe Benetton. Le gouverneur Mario Das Neves se déroba à ces accusations et imputa la responsabilité de la répression au juge fédéral d’Esquel, Guido Otranto. Depuis lors, la surveillance des activités de la communauté est restée du ressort exclusif de la Gendarmerie nationale, tandis que la Police provinciale se tenait à la marge.
Le 28 juin 2017, Facundo Jones Huala fut à nouveau détenu, ce qui provoqua une série de protestations et de marches réclamant sa libération. Le 31 juillet 2017, des organisations mapuches et des associations de défense des droits de l’homme dressèrent une barricade en face du Tribunal fédéral de Bariloche pour exiger la remise en liberté de Facundo Jones Huala. Les manifestants furent dispersés par la Gendarmerie nationale, qui mit en détention plusieurs personnes. Le même jour, le gouverneur de Chubut, Mario Das Neves, requit le dessaisissement du juge Guido Otranto, lui reprochant d’avoir libéré Jones Huala en août de l’année précédente, soutenu alors par le chef de cabinet du ministère fédéral de la Sécurité Pablo Noceti.
Dans la matinée du lendemain eurent lieu l’évacuation de la communauté « Pu Lof en Resistencia » de Cushamen et la disparition concomitante de Santiago Maldonado au cours de l’opération.

## La victime
Santiago Andrés Maldonado était un artisan et tatoueur né le 25 juillet 1989 dans la petite ville pampéenne de 25 de Mayo, dans la province de Buenos Aires. Quelques mois avant sa disparition, il avait élu domicile dans la ville d’El Bolsón (province de Río Negro), à 70 kilomètres environ au nord du lof d’où il devait disparaître. Maldonado soutenait les communautés aborigènes dans leurs revendications de propriété sur les terres ancestrales,. La famille de l’artisan affirme que le jeune homme « ne s’était jamais engagé dans le militantisme politique, car il ne croyait pas à la politique. Il avait un engagement social », et qu’il n’était pas membre du groupe appelé RAM (Resistencia Ancestral Mapuche).
Les proches de Maldonado ont caractérisé ses idées d’anarchistes, et ce serait en tant que tel qu’il s’était solidarisé avec la lutte du peuple mapuche, et avait rallié les combats indigéniste, humaniste et solidaire ; son frère Sergio déclara lui aussi à la presse que Santiago « se définissait comme anarchiste ».
Maldonado s’adonnait également à la peinture, et était le créateur de diverses fresques murales réalisées dans sa ville natale.

## Circonstances de la disparition

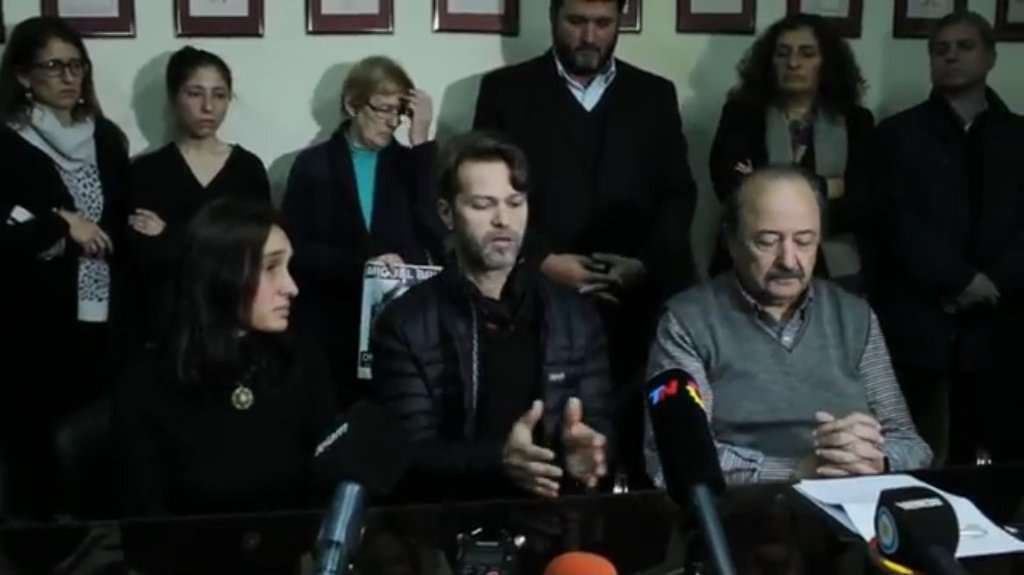
Conférence de presse conjointe réunissant le 4 août 2017 la Commission provinciale de la Mémoire de Chubut, Germán Maldonado, frère de Santiago (au centre), et plusieurs organisations de défense des droits de l’homme, et lors de laquelle fut dénoncée la disparition forcée de Santiago Maldonado.

Le 1er août 2017 vers midi, la Gendarmerie nationale fit irruption, par la force et sans mandat judiciaire, dans la communauté « Pu Lof en Résistance » de Cushamen. Les forces de sécurité brisèrent la palissade à l’aide d’un canon à eau, après quoi un nombre indéterminé de gendarmes armés pénétrèrent sur le terrain et entreprirent de disperser les habitants présents par des tirs de balles en caoutchouc et de grenaille de plomb, selon les dires des plaignants, et d’incendier des objets appartenant à la communauté. Quelques-uns de ceux présents dans le campement prirent alors la fuite en direction du río Chubut ― situé à 350 mètres de la palissade d’entrée ― et d’un bois non loin du campement,,,.
Les plaignants ont indiqué que se trouvait également sur les lieux le jeune routard Santiago Maldonado, qui devant l’assaut des gendarmes s’enfuit dans les fourrés et, incapable de nager, a dû se cacher en deçà du fleuve Chubut. Des témoins directs, dont la déposition a été enregistrée par le parquet, ont relaté qu’« une seconde plus tard, entre les tirs et les agressions, ils l’avaient perdu de vue et ont alors entendu un gendarme dire tout haut "on en tient un", puis les ont vus s’approcher d’une camionnette de la gendarmerie et en ouvrir la face arrière, pendant que plusieurs effectifs entouraient les portières pour qu’on ne puisse pas voir ». La plainte déposée soutient que Maldonado a été pris en détention et embarqué dans un véhicule appartenant aux forces de sécurité,.
Ce même jour, Ricardo Alejandro Bustos, journaliste d’Esquel, publia l’information que Maldonado avait été détenu par la Gendarmerie au Pu Lof de Cushamen et mis à la disposition de la justice.

## Instruction judiciaire
Le premier magistrat à intervenir dans l’affaire fut le défenseur officiel d’Esquel (appartenant au ministère public), Jorge Fernando Quintana, qui, ayant reçu avis de la part de l’ONG argentine Assemblée permanente pour les droits de l'homme de ce que se déroulait une procédure répressive contre la communauté mapuche de Cushamen, se rendit le jour même, 1er août 2017 au soir, dans le lof mapuche, où il fut informé de la mise en détention d’une personne par des agents de la Gendarmerie nationale. Quintana inspecta les lieux, enregistra des témoignages et photographia les traces laissées par des véhicules sur l’emplacement signalé par les témoins comme étant l’endroit où la détention avait eu lieu. Le lendemain, il présenta à la police provinciale une demande de communication de lieu de détention, ainsi qu’une requête d’habeas corpus auprès du juge fédéral d’Esquel, Guido Otranto. Peu après, la famille de Santiago Maldonado se constitua partie civile dans l’enquête pénale. La disparition de Santiago Maldonado donnera lieu à l’ouverture de deux dossiers judiciaires, savoir : le no 8232/2017 relatif à la disparition  (requalifié plus tard en disparition forcée) et le no 8233/2017 relatif à la requête d’habeas corpus.
L’action publique fut placée sous la direction du parquet fédéral d’Esquel, tandis que Fernando Machado fut désigné défenseur officiel. La procédure judiciaire fut confiée au juge Otranto, qui délégua l’instruction du dossier au procureur fédéral Silvina Ávila. Le juge requit le gouvernement national de communiquer si ses forces de sécurité avaient emmené Maldonado en détention le 1er août et quelles mesures il avait adoptées pour faire la clarté sur cette disparition. La Gendarmerie répliqua à la requête en niant avoir placé Maldonado en détention, sans préciser si elle avait pris des mesures propres à faire la lumière sur le sort du militant disparu.
L’ONG écologiste Naturaleza de Derechos se rendit sur le lieu des faits et documenta au moyen de vidéos et de photographies les séquelles physiques de la répression (impacts d’armes à feu, douilles, présence d’enfants, logements endommagés, ornières d’automobiles, etc.), se servant de ces éléments pour appuyer sa demande d’intervention auprès de la Cour interaméricaine des droits de l’homme de l’OEA et versant le tout au dossier déjà constitué à la suite de la repression de janvier 2017,.
Le dossier judiciaire, ouvert d’abord sous l’estampille de « vérification de délit », fut requalifié le 24 août comme « disparition forcée de personne »,, laquelle est typifiée (définie en droit) en Argentine sous l’article 142ter du Code pénal, dans les termes suivants :

« Article 142ter : Encourra une peine d’emprisonnement de DIX (10) à VINGT-CINQ (25) ans et l’exclusion absolue et perpétuelle de l’exercice de toute fonction publique et de toute tâche de sécurité privée, le fonctionnaire public ou la personne ou un membre d’un groupe de personnes qui, agissant avec l’autorisation, l’appui ou l’acquiescement de l’État, sous quelque forme que ce soit, aura privé de la liberté une ou plusieurs personnes, si une telle action est suivie de non information ou du refus de reconnaître ladite privation de liberté ou d’informer sur le lieu de détention de cette personne. »

Dans les premières semaines après que les faits eurent été connus du public, le gouvernement argentin nia, tant par la voix de son ministre de la Sécurité, Patricia Bullrich, que par celle du président lui-même, Mauricio Macri, être de quelque façon impliqué dans la disparition de Santiago Maldonado et soutint qu’il n’existait aucun indice permettant de faire le lien entre ces faits et la Gendarmerie nationale,,. Passées les premières semaines, le gouvernement s’obstina à nier toute relation avec l’éventuelle détention illégale de Maldonado ; ce nonobstant l’enquête judiciaire envisagera d’emblée l’hypothèse d’un lien avec des agents de la Gendarmerie nationale, et les recherches s’orienteront donc dans cette direction,. Le gouvernement choisit au contraire de véhiculer l’idée selon laquelle Santiago Maldonado serait « passé à la clandestinité », voire aurait été assassiné par les Mapuche de Cushamen, qualifiés de « terroristes ».

### Ratissages autour du lieu de disparition et découverte du cadavre

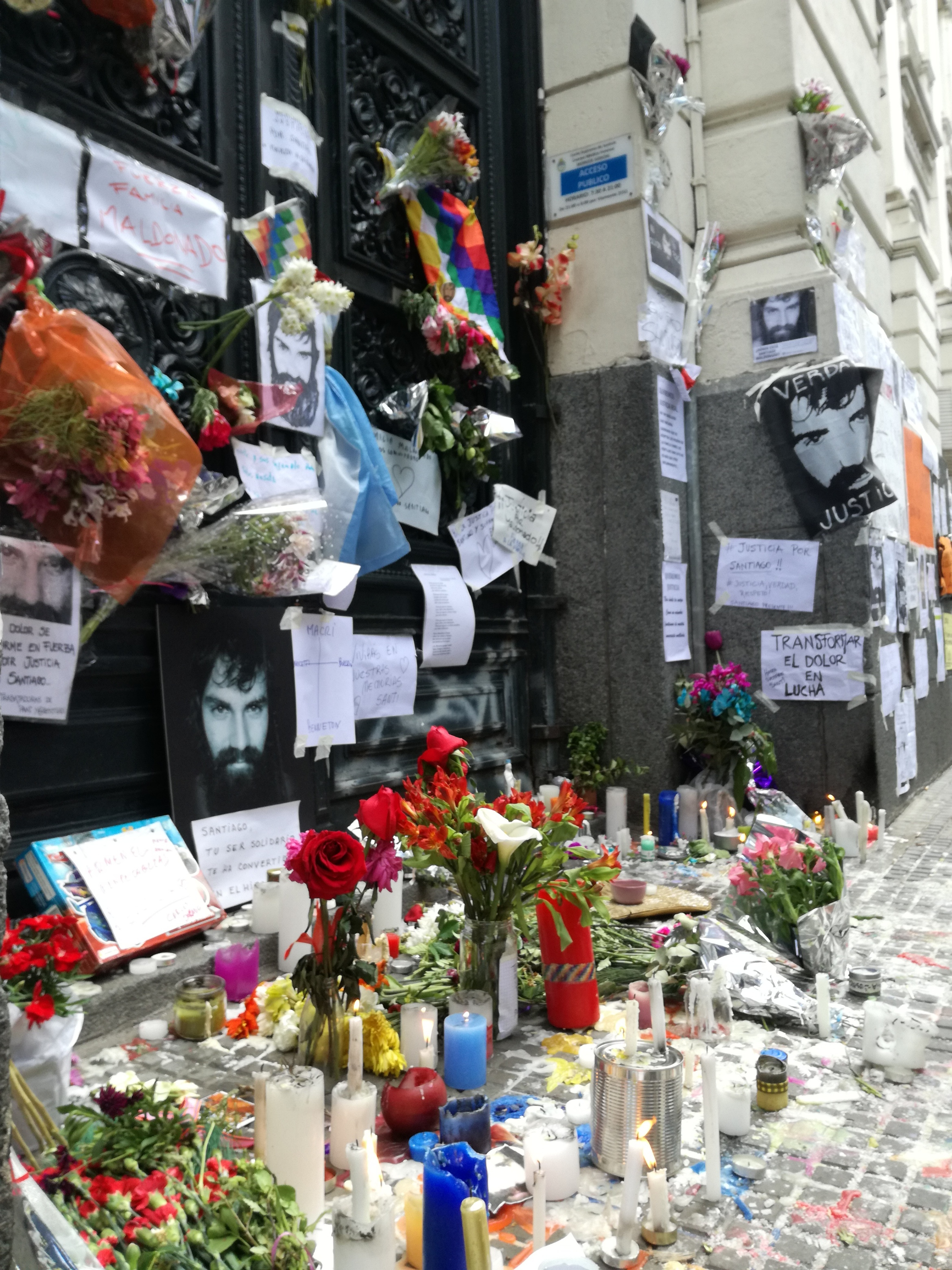
Expressions populaires en mémoire de Santiago Maldonado à la porte de la morgue de Buenos Aires, où avait été déposé le corps du jeune homme.

Le 17 octobre, le nouveau juge d’instruction chargé du dossier, Gustavo Lleral, ordonna une nouvelle opération de ratissage à quelque 300 mètres en amont de la zone où avaient eu lieu les incidents, avec mise à contribution de plongeurs de la Préfecture nationale, mais aussi des chiens du Système national de sapeurs-pompiers volontaires, lesquels chiens n’avaient jamais été utilisés dans les recherches antérieures,. Le juge, appuyant sa décision sur le « conseil » qu’il avait reçu du chef de la Préfecture navale argentine à San Carlos de Bariloche,, se fit accompagner lors de cette nouvelle opération par toutes les parties intéressées au dossier, eut soin d’obtenir l’assentiment préalable de la communauté mapuche habitant le territoire, ordonna qu’aucun agent de la Gendarmerie nationale ne prît part à l’opération, et veilla à ce que le personnel effectuant les recherches ne portât pas d’armes. Vers midi, les plongeurs découvrirent le cadavre d’un homme dans le fleuve Chubut, à peu de mètres de distance de l’endroit où les plaignants affirment que Santiago Maldonado a été vu pour la dernière fois. Différentes versions ont circulé sur le lieu où fut trouvé le corps ; le procureur d’Esquel informa dans un communiqué que le cadavre avait été découvert « à environ 300 mètres en amont de l’épicentre du conflit », mais il fut indiqué ensuite que le corps avait été porté au jour 70 mètres en amont.
Selon un rapport de la Préfecture, il s’agissait du huitième ratissage effectué dans la zone du fleuve depuis celui mené le 5 août, encore que presque toutes ces opérations aient eu lieu en aval — la seule exception étant le ratissage réalisé le 18 septembre, où les enquêteurs avaient progressé en remontant le Chubut et exploré la zone où on devait finalement retrouver le corps de Maldonado. Le cadavre découvert portait les vêtements du jeune disparu, en plus d’un tonfa escamotable et de sa carte d’identité ; toutefois, le juge, le procureur et la famille firent chacun des déclarations publiques signalant que pour une identification précise il fallait attendre qu’aient été accomplies les études techniques de rigueur, à l’effet de quoi l’on disposa que le corps fût transféré à Buenos Aires. Parmi les spécialistes sollicités par le juge pour conduire les travaux d’identification figure aussi l’Équipe argentine d’anthropologie forensique (Equipo Argentino de Antropología Forense), qui jouit d’un prestige mondial en raison de ses travaux d’identification sur les restes de desaparecidos.

### Mise en examen d’un gendarme
Après la découverte du corps, le parquet fédéral d’Esquel sous la direction de Silvina Ávila publia le 18 octobre 2017 un communiqué informant qu’il avait sollicité la participation à l’autopsie de toutes les parties intéressées au dossier, en mentionnant comme tels « les cinq parties civiles et l’unique personne des forces [de sécurité] mise en cause (imputatdo) dans le dossier d’enquête »,.
L’autopsie eut lieu le 20 octobre, entre 9 heures 30 du matin et 11 heures du soir. L’autopsie achevée, le juge Gustavo Lleral fit des déclarations préliminaires à la presse, confirmant qu’il s’agissait bien de Santiago Maldonado, et que le corps ne présentait aucune lésion. Les examens aux rayons X permirent d’établir que Maldonado n’avait subi aucun type de strangulation,,,.
Pour le public, il s’agissait de la première allusion à l’existence d’une personne mise en cause, comme le soulignèrent quelques médias dans leurs titres. Ces médias informèrent bientôt que le gendarme en question était le sous-lieutenant Emmanuel Echazú, qui avait en effet participé à l’opération d’évacuation lors de laquelle disparut Santiago Maldonado, et qui avait été blessé à la pommette droite. Le lendemain, le parquet jugea opportun de publier un deuxième communiqué afin de clarifier la situation judiciaire du gendarme mis en examen. Le 12 octobre, en raison des blessures souffertes au visage, occasionnées, selon sa déposition, par un « jet de pierre » reçu avant de pénétrer sur le terrain de la « Pu Lof en Resistencia » de Cushamen, Echazú avait été admis au titre de partie civile dans le dossier relatif au blocage de route et confié au juge Otranto. Auparavant cependant, des doutes avaient surgi à propos de ses déclarations et le parquet avait requis le Corps médical forensique de la Cour suprême d’établir une expertise de la blessure. Plusieurs médias, tels que Página 12, Clarín, El Día, La Voz del Interior, Infobae, El Patagónico et La Nación se laissèrent aller à spéculer sur les déclarations d’Echazú, en relevant qu’elles contredisaient certaines autres constatations du dossier d’instruction,,,,,,,,. 
Dans un deuxième communiqué en rapport avec la mise en examen du sous-lieutenant, le procureur Silvina Ávila informa que l’agent, après avoir appris par les médias la décision du parquet de demander un complément d’examen sur ses blessures au visage, s’était présenté spontanément par le truchement de ses avocats « afin de se mettre à la disposition de l’enquête », « et, eu égard aux normes en matière de procédure pénale et aux droits inscrits à l’art. 73 du Code de procédure pénale de la Nation, il se vit accorder, en sa qualité de prévenu, l’accès au dossier pénal »,.
Le 3 janvier 2017 fut publiée dans le Journal officiel la résolution n°1473-E/2017, en date du 29 décembre 2017, émanant du ministère de la Sécurité, laquelle résolution promulguait l’ascension au grade immédiatement supérieur pour un certain nombre de membres de la gendarmerie, y compris en faveur du sous-lieutenant mis en examen Emmanuel Echazú, qui passait ainsi au grade de lieutenant. Cette décision conduisit la famille de la victime, par la voie d’un communiqué intitulé « Impunidad en ascenso » (Impunité par avancement), à mettre en garde que cela « pourrait supposer un certain aval donné à des pratiques répressives illégales et [constituer] une provocation ». La Gendarmerie nationale de son côté fit savoir que cette « montée en grade [d’Echazú] n’a aucun lien avec l’affaire du jeune tatoueur, mais découle de son ancienneté ».

### Autopsie et expertises judiciaires
Le corps retrouvé dans le río Chubut fut transféré à Buenos Aires pour y être autopsié par les soins du Corps médical forensique de la Cour suprême, avec l’assistance de l’Équipe argentine d’anthropologie forensique, et conformément aux recommandations du Protocole de Minnesota établi par le Haut-Commissariat des Nations unies aux droits de l'homme, mais sans la présence d’experts internationaux, dont la collaboration fut déclinée par le gouvernement du président Macri.
L’autopsie fut effectuée le 20 octobre, entre 9h.30 du matin et 11 heures du soir. Au terme de celle-ci, le juge Gustavo Lleral fit à la presse quelques déclarations préliminaires, où il confirma qu’il s’agissait bien de Santiago Maldonado, que le corps ne présentait pas de lésions et que la cause de la mort n’avait pas encore pu être déterminée, estimant qu’il fallait attendre environ deux semaines encore avant que les examens soient terminés,,.
Fin novembre 2017, la famille de Maldonado publia un communiqué dans lequel elle avertissait que « l’on ignore toujours la vérité sur la manière dont, et le moment et le lieu où, mourut Santiago, ce pourquoi nous continuerons d’exiger une enquête impartiale, indépendante, efficace et exhaustive », signalait que le juge Lleral avait, sur sa demande, ordonné la recherche de nouveaux indices, et rappelait trois certitudes, selon elle toujours valables : le fait que le 1er août se produisit une action de répression conduite et appuyée par les autorités politiques ; que la justice fédérale de Chubut et le Pouvoir exécutif national ont mis des entraves à la procédure judiciaire ; et qu’il est nécessaire de pouvoir se reposer sur des enquêteurs compétents et indépendants pour atteindre à la vérité sur ce qui s’est passé.
Dans le même sens, l’organisation Encuentro Memoria, Verdad y Justicia, qui regroupe plusieurs associations de défense des droits de l’homme, émit une déclaration accusant le gouvernement national de chercher, par le résultat des expertises pratiquées sur le corps, à occulter le « contexte politique, social et répressif » dans lequel eut lieu la disparition et la mort de Maldonado. Par la même occasion, l’organisation réaffirma ses dénonciations à l’encontre de certains fonctionnaires du gouvernement, c’est-à-dire, nommément : le chef de cabinet du ministère de la Sécurité, Pablo Noceti, pour avoir ordonné la répression qui culmina dans la disparition ; et Patricia Bullrich, pour avoir d’abord nié la présence de Maldonado sur les lieux, en dépit de ce qu’elle disposait de photographies qui le montraient tentant de se dérober à la répression policière.